# ساری‌چوپان
ساری‌چوپان (به ترکی آذربایجانی: Sarıçoban) یک منطقهٔ مسکونی در جمهوری آذربایجان است که در Xındırıstan واقع شده‌است.